# Docker (szoftver)
A Docker egy számítógépes program, amely operációs rendszer szintű virtualizációt végez.
A Docker konténerek futtatására szolgál. A konténerek egymástól elkülönülnek, és saját alkalmazást, eszközöket, könyvtárakat és konfigurációs fájlokat kötnek össze, jól meghatározott csatornákon keresztül kommunikálva egymással. Minden konténert egyetlen operációsrendszer-kernel működtet, így kevesebb a rendszerigényük, mint a virtuális gépeknek.  A konténerek olyan imagefile-okból jönnek létre, amelyek pontos specifikációkat tartalmaznak. Az imagefile-ok gyakran standard image-ek kombinálásával és módosításával jönnek létre, amelyek szabadon elérhető repozitóriumokból letölthetőek.

## Fordítás
- Ez a szócikk részben vagy egészben  a   Docker (software) című angol Wikipédia-szócikk ezen változatának fordításán alapul.  Az eredeti cikk szerkesztőit annak laptörténete sorolja fel. Ez a jelzés csupán a megfogalmazás eredetét és a szerzői jogokat jelzi, nem szolgál a cikkben szereplő információk forrásmegjelöléseként.